# The Sharks (gruppo musicale)
I The Sharks sono un gruppo musicale britannico formatosi nel 1980.

## Storia del gruppo

### Esordio conPhantom Rockerse scioglimento (1980 - 1983)
L'idea per la band nasce dalla mente di Alan Wilson, un grande appassionato del rockabilly anni 50, che forma un trio chiamato The Dixie Rebels verso la fine degli anni 70 con i fratelli Kevin e Paul Hancock. Nel 1980 cambiano nome in The Sharks, e fanno numerose apparizioni sia in vari concerti che in programmi televisivi. Il bassista Steve Whitehouse scopre gli Sharks guardandoli su un programma della BBC, e contatta Wilson per poter entrare nella formazione. Proprio in quel periodo i fratelli Hancock decidono di abbandonare il progetto, e la proposta di Whitehouse viene accettata. Con lui entra nel gruppo anche il batterista Paul Hodges. Dopo alcuni concerti, vengono presto notati dalla etichetta londinese Nervous Records, che propone un contratto alla band. Con la Nervous viene registrato e pubblicato in poco più di un mese l'album Phantom Rockers, che ottiene un successo tale nella scena psychobilly da venire stampato più volte, sia in formato CD che in vinile, nel corso degli anni. Proprio durante questo periodo di successo, però, la band si scioglie a seguito di alcuni litigi tra Wilson e Whitehouse.

### Reunion,Recreational KillereColour My Flesh(1993 - 1999)
Si riuniscono dieci anni dopo, nel 1993, grazie a Gary Day dei Frantic Flintstones, con cui Wilson lavorò tempo addietro nelle vesti di produttore. La nuova formazione vede quindi i vecchi componenti Alan Wilson e Paul Hodges e Day stesso, che si propone come sostituto di Whitehouse al basso. I tre pubblicano il secondo album degli Sharks, Recreational Killer, sotto la Anagram.
Dopo numerosi concerti e la pubblicazione di alcuni EP, però, Gary Day è costretto a lasciare gli Sharks per ritornare a suonare con Morrissey. Inaspettatamente, la band trova un sostituto in Steve Whitehouse, che torna nella formazione degli Sharks dopo oltre un decennio. Ritrovata la formazione storica, il gruppo pubblica il suo terzo album, Colour My Flesh, nel 1996.
Nel corso dello stesso anno entra nella band il batterista Ben Cooper in sostituzione di Hodges, che si trasferisce in Spagna, per poi essere sostituito a sua volta da Carl Parry, ex chitarrista dei Frenzy.

### Pausa e ritorno conInfamy(2000 - presente)
Dopo il 1999 gli Sharks non si esibiscono più live per via del lavoro di produttore di Wilson, che è inoltre proprietario della Western Star Records. Nel corso degli anni 2000 vengono tuttavia pubblicati varie raccolte e EP e, nel 2012, esce il quarto album in studio della band, Infamy, pubblicato sotto l'etichetta di Wilson. In seguito alla pubblicazione di Infamy, la band torna a suonare live per l'Europa.

## Formazione

### Formazione attuale
- Alan Wilson - voce, chitarra (1980 - 1983, 1993 - presente)
- Steve Whitehouse - basso (1980 - 1993, 1995 - presente)
- Carl Parry - batteria (1999 - presente)

### Ex componenti
- Paul Hodges - batteria (1980 - 1983, 1993 - 1996)
- Gary Day - basso (1993 - 1995)
- Ben Cooper - batteria (1996 - 1998)

## Discografia

### Album in studio
- 1983 - Phantom Rockers
- 1993 - Recreational Killer
- 1996 - Colour My Flesh

### Raccolte
- 1994 - Ruff Stuff
- 2001 - Bitch Attack
- 2003 - The Best of...
- 2010 - The Ultimate Collection

### Live
- 1988 - First & Last Live
- 2001 - Live in Japan

### EP
- 1994 - Bitch Attack
- 1996 - Sir Psycho
- 1998 - Live in Hamburg
- 2005 - Short Shark Shock
- 2011 - Songs from the Sarcophagus

## Videografia
- 1983 - Blood on the Cats
- 1994 - Halloween Party
- 1994 - 6th Big Rumble
- 2003 - Psycho Cats
- 2006 - Psychobilly - Behind The Music
- 2007 - Revenge of The Psycho Cats
- 2007 - Psychobilly and Rockabilly Mayhem